# Чарли и шоколадная фабрика (фильм)
«Ча́рли и шокола́дная фа́брика» (англ. Charlie and the Chocolate Factory) — музыкальный художественный фильм в жанре фэнтези, поставленный режиссёром Тимом Бёртоном по одноимённой повести Роальда Даля. Действие в фильме перенесено из 1960-х в 2000-е годы.
Мировая премьера фильма состоялась 15 июля 2005 года.
Одновременно с выходом фильма компанией Global Star Software была выпущена одноимённая компьютерная игра, разработанная студией High Voltage Software.

## Сюжет
Главный герой фильма — мальчик Чарли Бакет из бедной семьи, живущий в небольшой лачуге вместе со своими родителями, двумя дедушками и двумя бабушками. Отец Чарли, Уильям Бакет, работает на фабрике зубной пасты, закручивая крышки на тюбиках. Когда его увольняют с работы, заменив роботом, семья оказывается в крайне тяжёлом положении. В том же городе находится шоколадная фабрика Вилли Вонки, на которой раньше работал дедушка Чарли по отцовской линии — Джо Бакет. После того как конкуренты выкрали шоколадные секреты магната, тот уволил всех рабочих и закрыл фабрику.
Но однажды из труб пошёл дым — значит, там всё-таки кто-то работает, хотя для всех остаётся тайной, что это были за рабочие. Никто ни разу не видел, чтобы люди заходили на фабрику или выходили из неё. Только грузовики, развозящие шоколад, иногда заезжали за ворота фабрики. Однажды мистер Вонка положил в пять плиток шоколада по одному золотому билету и объявил, что те дети, которым выпадет шанс найти билеты, получат возможность попасть на фабрику в сопровождении одного взрослого члена семьи. Эти билеты могут находиться в любой плитке в любом магазине планеты. После экскурсии каждый из них получит пожизненное обеспечение шоколадом, а один будет награждён неким особенным призом.
В мире начинается настоящий ажиотаж: все хотят найти золотой билет. Вскоре появляются новости о победителях. Первый билет находит прожорливый немецкий мальчик Август Глуп, живущий в городе Дюссельдорф и постоянно поедающий шоколад; даже билет он нашёл, откусив его кусок вместе с шоколадом. Второй билет достаётся Веруке Соль, избалованной дочери английского мультимиллионера из графства Бакингемшир, который, потакая желанию дочери, скупил несколько сотен тысяч плиток и приказал своим сотрудникам вскрывать шоколадки в поисках билета. Третий билет получает Виолетта Борегард, очень целеустремлённая и самолюбивая спортсменка со множеством наград из Атланты (Джорджия), которой принадлежит рекорд по непрерывному жеванию жвачки, а четвёртый был обнаружен заядлым геймером Майком Тиви — вундеркиндом из Денвера (Колорадо), который с максимальной точностью смог вычислить, в какой плитке шоколада спрятан золотой билет, хотя ненавидит шоколад.
Чарли получает первую шоколадку в подарок от родителей на день рождения, а вторую покупает на 10 центов, которые ему дал дедушка Джо. Но ни в одной из шоколадных плиток не оказывается пятого билета. Узнав, что последний билет был найден мальчиком из России (билет, как выяснилось позже, оказался поддельным), главный герой находит на улице купюру достоинством в 10 долларов и покупает на эти деньги в магазине очередную шоколадку. Внутри обёртки Чарли обнаруживает настоящий пятый золотой билет. Посетители магазина пытаются выкупить его у Чарли, но продавец требует оставить мальчика в покое и советует ему скорее бежать домой.
Счастливый Чарли возвращается домой и радует родных. Дедушка Джо даже начинает приплясывать от радости. Правда, через некоторое время Чарли начинает сомневаться, стоит ли ему посещать фабрику: рассчитывая выгодно продать золотой билет, он надеялся хоть как-то помочь семье. Словами о продаже билета Чарли расстраивает дедушку Джо. Однако его дедушка по материнской линии, Джордж, переубеждает его. Общим семейным решением с Чарли на фабрику решают отправить дедушку Джо как знающего Вилли Вонку.
Во вторник 1 февраля в 10:00 Чарли, его дедушка Джо, другие дети, нашедшие первые четыре билета, и их родители приходят на фабрику. Сначала им показывают кукольный спектакль, а затем к ним выходит сам мистер Вонка. Вначале он проводит своих гостей в Шоколадный цех, где было съедобно абсолютно всё, но предварительно советует посетителям не терять голову. Неожиданно Верука замечает странного человечка, а потом появляется ещё несколько таких же. Несомненно, это и оказываются таинственные рабочие — умпа-лумпы. Как оказалось, Вилли Вонка случайно нашёл их, путешествуя по Лумпаландии, никому не известной стране джунглей и опасных хищников, в поисках экзотических вкусов для сладостей. Он пригласил их к себе на фабрику, узнав, что они живут на деревьях, питаются толчёными гусеницами и поклоняются какао-бобам.
В ходе посещения фабрики соперники Чарли один за другим проявляют неосмотрительность. Первым за свою жадность поплатился Август Глуп, который попытался выпить шоколад из Шоколадной реки. В результате он падает туда в тот момент, когда в реку опустилась отводная труба. Она засасывает Августа вместе с шоколадом и отправляет его в Помадковый цех, где мистер Вонка делает самую восхитительную клубничную помадку в шоколадной глазури. Позже один из умпа-лумпов отводит туда миссис Глуп.
Далее в цехе Изобретений выбывает Виолетта Борегард, поскольку она попробовала жвачку — обед из трёх блюд, хотя Вилли Вонка предупреждает её не делать этого, так как эта жвачка не доработана. В результате нарушения запрета девочка раздувается и становится похожей на гигантскую чернику. Также Вонка предупреждает, что если из Виолетты не выдавят черничный сок, то она может взорваться. Затем неудача постигает Веруку Соль: когда в Ореховом цехе она решает взять себе одну из работавших там белок, они сбрасывают её в мусоропровод. То же самое белки делают и с отцом Веруки.
В Телешоколадном цехе выбывает Майк Тиви, сильно уменьшившись в размерах, вследствие чего приходится отправить его в «Тянутель тянучек». Там Майка должны растянуть в длину, однако ему предстоит на всю жизнь остаться плоским, как лист бумаги. Из всех детей соблазны фабрики преодолевает только Чарли, не злоупотребивший гостеприимством и сладостями. Мистер Вонка объявляет его победителем соревнования, оставив ему свою шоколадную фабрику в качестве завещания, но при этом выдвигает условие: фабрика будет принадлежать Чарли, если он покинет свою семью. Однако Чарли отказывается, поскольку семья для него — самое важное.
Спустя некоторое время семейство Бакетов начинает жить гораздо лучше, а мистер Бакет возвращается на фабрику зубной пасты и получает повышение, став мастером по ремонту робота, закручивающего крышки на тюбиках. Что же касается шоколадного магната, то он находится в глубоком творческом кризисе после неожиданного и непонятного для него отказа Чарли. Последний через некоторое время снова встречается с мистером Вонкой и советует ему встретиться и воссоединиться с отцом, от которого Вилли убежал ещё в детстве.
Отец мистера Вонки, доктор Уилбур Вонка — известный в городе дантист, враждебно относящийся к сладостям, поскольку от большого количества сладкого портятся зубы. Вилли ни разу не ел конфет до того момента, как сбежал из дома. Когда отец Вилли узнал, что его сын хочет стать кондитером, он выступил против этого. Поэтому Вилли покинул свой дом, но, когда вернулся через несколько лет, обнаружил, что дом перенесли в другое место. Всё это время отец искал его, собирая вырезки газет, где хоть мельком упоминался его сын, и копии наград.
Проведя осмотр зубов Вилли, отец узнаёт в нём своего сына. После этого они наконец мирятся. Мистер Вонка снова предлагает Чарли стать своим наследником, изменив первоначальное условие. Теперь дом мальчика переносится на территорию шоколадной фабрики, а Вилли Вонка наконец обретает семью.

## В ролях
| Персонаж                       | Исполнитель                     |
| ------------------------------ | ------------------------------- |
| Вилли Вонка                    | Джонни Депп                     |
| Чарли Бакет                    | Фредди Хаймор                   |
| Хелен Бакет                    | Хелена Бонэм Картер             |
| Уильям Бакет                   | Ноа Тейлор                      |
| Умпа-лумпы                     | Дип Рой / Дэнни Эльфман (вокал) |
| Дедушка Джо                    | Дэвид Келли                     |
| Виолетта Борегард              | Анна-София Робб                 |
| Доктор Уилбур Вонка            | Кристофер Ли                    |
| Норман Тиви                    | Адам Годли                      |
| Скарлетт Борегард              | Мисси Пайл                      |
| Руперт Солт                    | Джеймс Фокс                     |
| Миссис Глуп                    | Франциска Тренье                |
| Верука Солт                    | Джулия Уинтер                   |
| Майк Тиви                      | Джордан Фрай                    |
| Август Глуп                    | Филип Виграц                    |
| Вилли Вонка в детстве          | Блэр Данлоп                     |
| Бабушка Джорджина              | Лиз Смит                        |
| Бабушка Джозефин               | Айлин Эссель                    |
| Дедушка Джордж                 | Дэвид Моррис                    |
| Принц Пондичерри               | Нитин Ганатра                   |
| Принцесса Пондичерри           | Шелли Конн                      |
| Мистер Продноуз                | Крис Крессвелл                  |
| Артур Слагуорт                 | Фил Филмэр                      |
| Мистер Фикельгрубер            | Тони Кирвуд                     |
| Телерепортёр                   | Тодд Бойс                       |
| Марокканский поставщик         | Найеф Рашид                     |
| Марокканский рыночный торговец | Менис Юсри                      |
| Гарольд Глуп                   | Гарри Тейлор                    |
| Немецкий репортёр              | Хубертус Геллер                 |
| Энджина Солт                   | Франческа Хант                  |
| Денверский репортёр            | Гэррик Хэйгон                   |
| 1-й человек с собакой          | Кевин Элдон                     |
| 2-й человек с собакой          | Марк Хип                        |
| Высокий человек                | Роджер Фрост                    |
| Владелец небольшого магазина   | Оскар Джеймс                    |
| 1-я покупательница в магазине  | Колетт Эпплби                   |
| 2-я покупательница в магазине  | Дебора Уэстон                   |
| Весёлая женщина                | Аннет Бэдленд                   |
| Хранитель музея                | Стивен Хоуп-Уинн                |
| Рассказчик                     | Джеффри Холдер                  |

## Награды и номинации
- 2005 — премия BAFTA в категории «Выбор детей», а также номинация за лучший фильм.
- 2005 — две номинации на премию «Спутник»: лучшая операторская работа (Филипп Русло), лучший DVD для молодёжи.
- 2006 — номинация на премию «Оскар» за лучший дизайн костюмов (Габриэлла Пескуччи).
- 2006 — 4 номинации на премию BAFTA: лучшая работа художника-постановщика (Алекс Макдауэлл), лучший дизайн костюмов (Габриэлла Пескуччи), лучший грим и причёски (Питер Оуэн, Ивана Приморац), лучшие визуальные спецэффекты.
- 2006 — номинация на премию «Золотой глобус» за лучшую мужскую роль в комедии или мюзикле (Джонни Депп).
- 2006 — 4 номинации на премию «Сатурн»: лучший фильм в жанре фэнтези, лучший молодой актёр (Фредди Хаймор), лучшая музыка (Дэнни Эльфман), лучшие костюмы (Габриэлла Пескуччи).
- 2006 — премия «Выбор критиков» лучшему молодому актёру (Фредди Хаймор), а также номинация за лучший семейный фильм.
- 2006 — премия «Молодой актёр» за лучший семейный фильм — комедия или мюзикл, а также номинация в категории «лучший молодой актёр» (Фредди Хаймор).
- 2006 — премия «Империя» лучшему актёру (Джонни Депп).
- 2006 — номинация на премию «Грэмми» за лучшую песню для кино или телевидения (Джон Огаст и Дэнни Эльфман за «Wonka’s Welcome Song»).
- 2006 — специальная премия «Серебряная лента» за дизайн костюмов (Габриэлла Пескуччи).
- 2006 — номинация на премию Японской киноакадемии за лучший иностранный фильм.
- 2006 — номинация на премию «Аманда» за лучший иностранный фильм.
- 2006 — номинация на премию Лондонского кружка кинокритиков лучшему актёру года (Джонни Депп).